# ShiftN
ShiftN ist eine freie Grafiksoftware zur automatischen Korrektur stürzender Linien sowie zur automatischen Drehung von Fotos. Sie stammt von Marcus Hebel. Der Name der Software lehnt sich an die Bezeichnung „Shiften“ für die Verwendung eines Shift-Objektivs zum Beispiel in der Architekturfotografie an.

## Funktionsweise
Die Software simuliert die Verwendung eines sogenannten Shift-Objektivs. ShiftN ermittelt zunächst im Foto Kanten und Linien, wobei nur solche beachtet werden, die im Winkel nicht zu sehr von den vertikalen Bildrändern abweichen. Anhand dieser Linien wird das Foto derart perspektivisch verzerrt, dass tatsächlich senkrechte Kanten auch im Bild senkrecht dargestellt werden. Die zugrunde liegende Abbildung (Projektionsmatrix) bewirkt eine Verschiebung des Bildhauptpunktes. Sollte die Automatik aufgrund falsch gewählter Linien unnatürlich wirkende Ergebnisse zeigen, ist es möglich, die Auswahl der Bezugslinien zu beeinflussen. Das Ergebnis der automatischen Berechnung lässt sich nachträglich verändern. Außerdem können manuell einfache tonnen- oder kissenförmige Verzeichnungen des Objektivs ausgeglichen werden, jedoch keine komplexen wellenförmigen Verzeichnungen.
ShiftN erlaubt die Voreinstellung einiger Parameter, wie den Grad der Entzerrung und der Nachschärfung. Für die Bearbeitung bereits zugeschnittener Bilder ist ShiftN nur eingeschränkt verwendbar, es arbeitet am besten mit der vollständigen Datei. Beim Speichern des Ergebnisses kann gewählt werden, ob die gesamte Datei, also inklusive der durch das Verzerren entstandenen leeren Bereiche abgelegt werden soll, oder ob das Programm automatisch die größtmögliche Fläche ohne Ränder ermittelt. Auch kann manuell ein Rahmen aufgezogen werden, um nur einen Ausschnitt zu speichern.
ShiftN liest die Grafikformate JPG, BMP und TIFF (8 und 16 Bit Farbtiefe) und kann auch in diesen Formaten speichern. Ein Nachteil des Programms ist, dass es Exif-Unterstützung nur für das JPG-Format bietet, jedoch bei TIFF-Bildern diese Informationen nicht auf das Ergebnisbild überträgt. Neben der interaktiven Verarbeitung ist auch ein Batchbetrieb und der Aufruf mit Kommandozeilenparametern möglich, wodurch sich ShiftN relativ leicht auch in andere Software einbinden lässt.

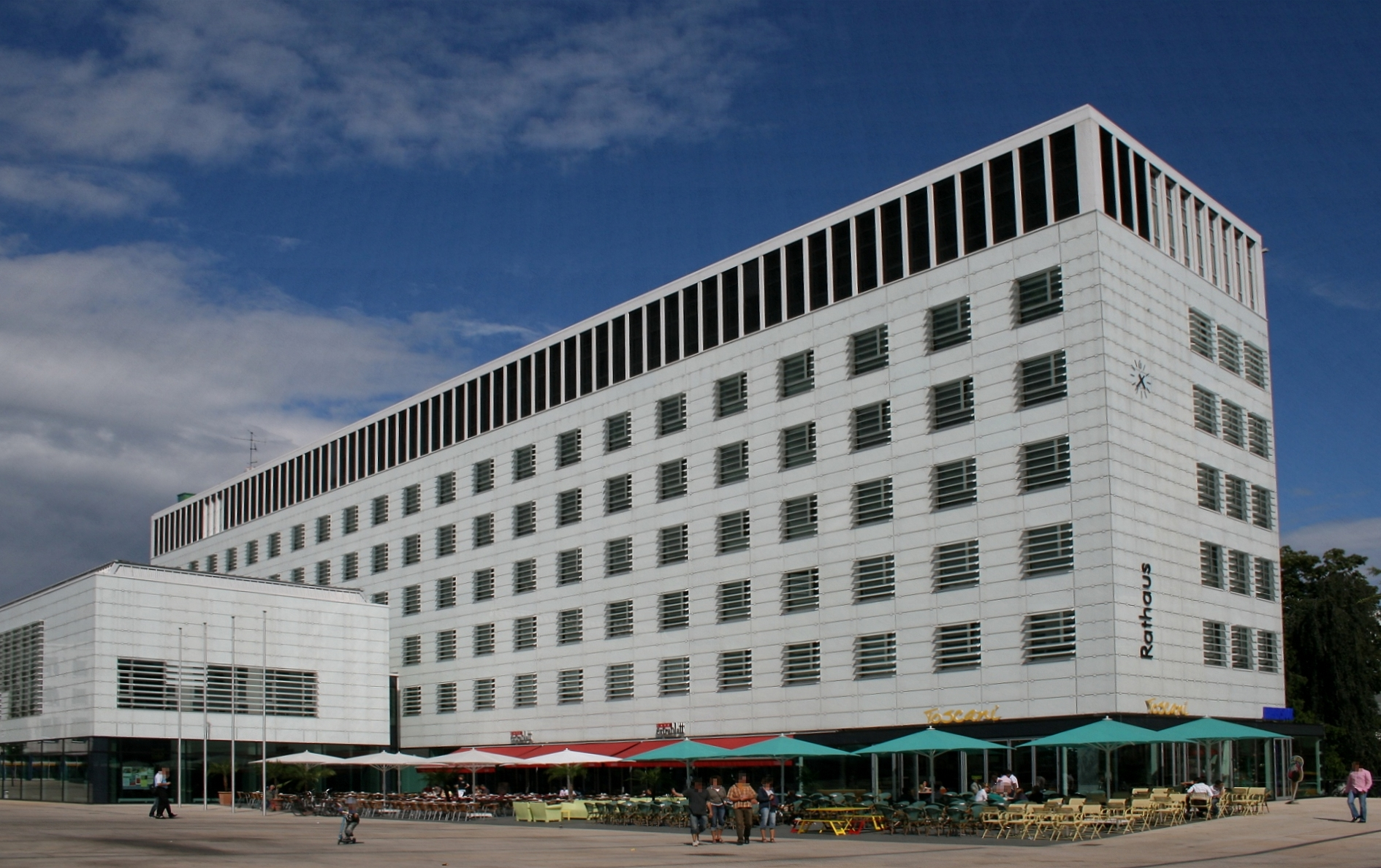
Original Rathaus Lüdenscheid
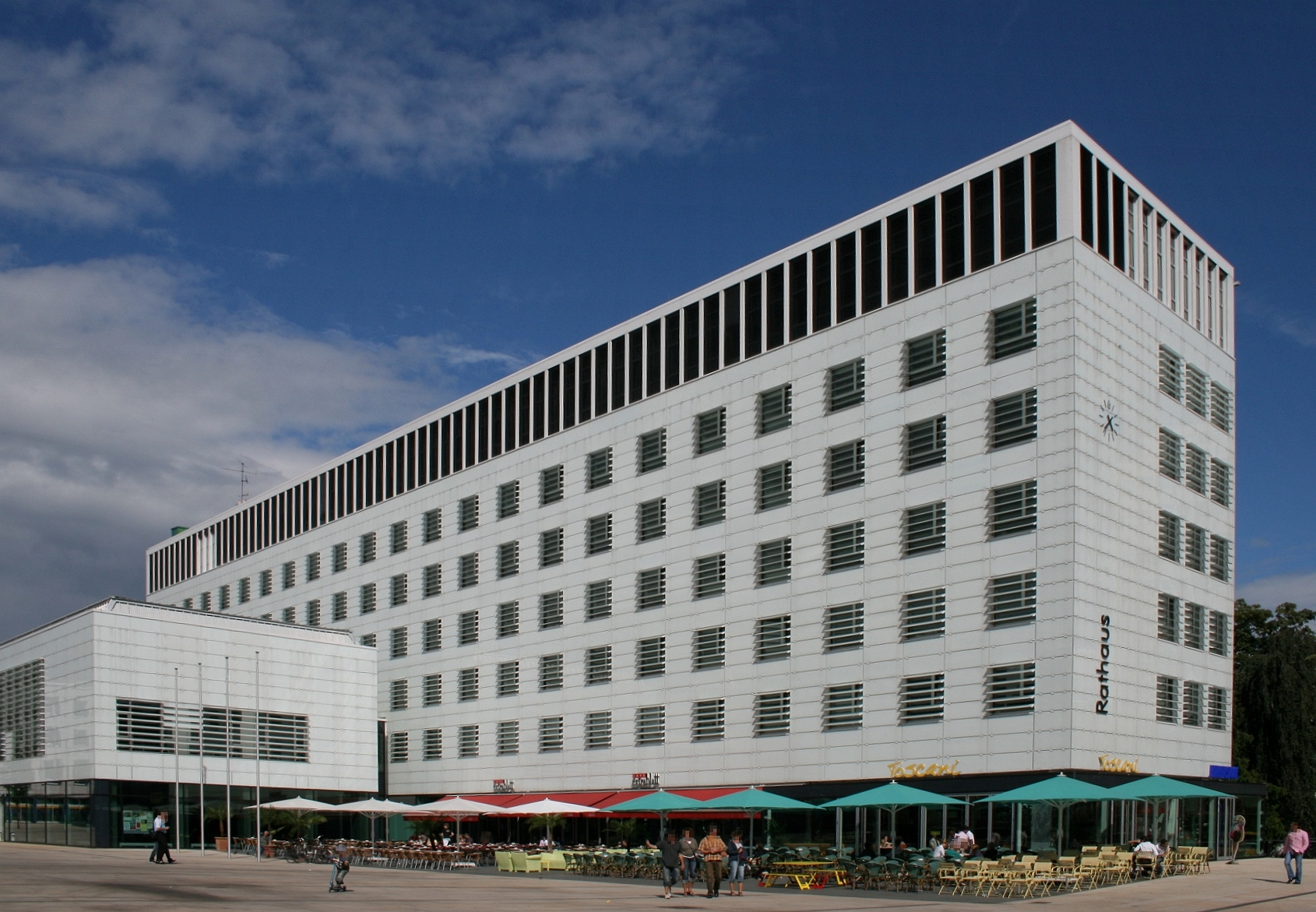
Nach Korrektur
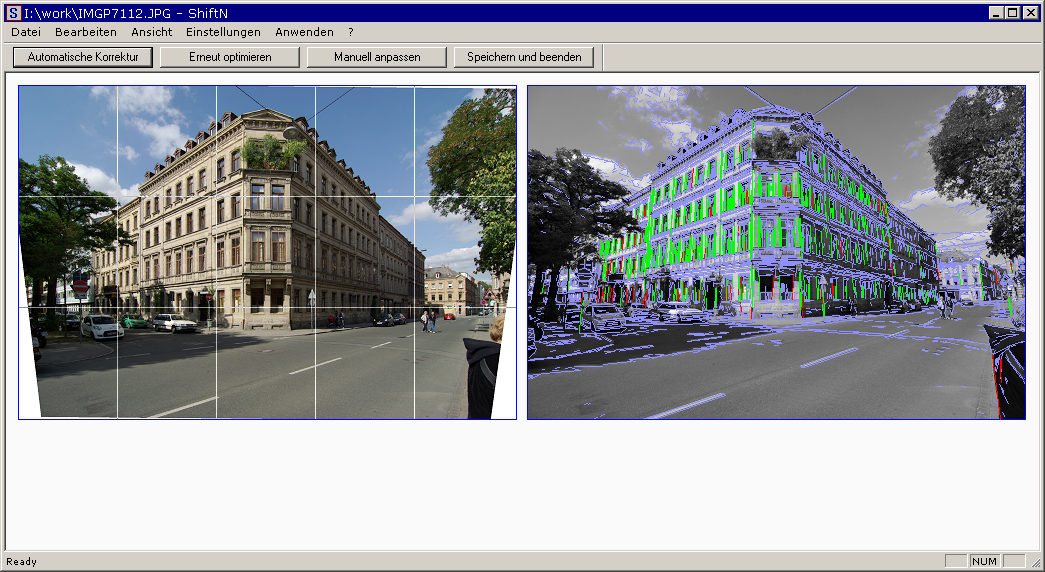
Typischer Korrekturvorschlag der Automatik

## Verbreitung
ShiftN ist auch international verbreitet, die Benutzerführung lässt sich auf die Sprachen Deutsch, Englisch, Französisch oder Spanisch einstellen.
Im deutschen Markt lag die Software seit 2006 knapp 30 Fach- und Publikumszeitschriften aus dem Bereich digitale Fotografie und PC bei, meist gekoppelt mit einer kurzen Besprechung. Der Schweizer Tages-Anzeiger zählte ShiftN 2007 neben Adobe, Picasa, Photoshop Starter Edition, Helicon Filter und PhotoFiltre zu den besten Gratis-Tools für Fotografen.